# Bathybdella sawyeri
Bathybdella sawyeri is een ringworm uit de familie van de Piscicolidae. De wetenschappelijke naam van de soort is voor het eerst geldig gepubliceerd in 1981 door Burreson.